# 北陸信越比例代表區
北陸信越比例代表區，是日本眾議院11個比例代表制選區之一。該選舉區設立於1994年，剛開始時為13位，2000年為11位，2022年12月28日總務省公佈調整為10位。

## 地區
新潟縣、富山縣、石川縣、福井縣、長野縣

## 選出議員
| 選舉屆數 | 第41屆                    | 第42屆                    | 第43屆                  | 第44屆                      | 第45屆                  | 第46屆                  | 第47屆                  | 第48屆                    | 第49屆                    | 第50屆 |
| 選舉年   | 1996年                    | 2000年                    | 2003年                  | 2005年                      | 2009年                  | 2012年                  | 2014年                  | 2017年                    | 2021年                    |        |
| -------- | ------------------------- | ------------------------- | ----------------------- | --------------------------- | ----------------------- | ----------------------- | ----------------------- | ------------------------- | ------------------------- | ------ |
| #1       | 白川勝彦 （自由民主党）   | 高鳥修 （自由民主党）     | 萩山教嚴 （自由民主党） | 長島忠美 （自由民主党）     | 絲川正晃 （民主党）     | 木内均 （自由民主党）   | 山本拓 （自由民主党）   | 山本拓 （自由民主党）     | 鷲尾英一郎 （自由民主党） |        |
| #2       | 小澤辰男 （新進党）       | 堀込征雄 （民主党）       | 篠原孝 （民主党）       | 笹木龍三 （民主党）         | 長島忠美 （自由民主党） | 中田宏 （日本維新会）   | 鷲尾英一郎 （民主党）   | 松平浩一 （立憲民主党）   | 近藤和也 （立憲民主党）   |        |
| #3       | 萩山教嚴 （自由民主党）   | 萩山教嚴 （自由民主党）   | 橘康太郎 （自由民主党） | 瓦力 （自由民主党）         | 田中美繪子 （民主党）   | 鷲尾英一郎 （民主党）   | 齋藤洋明 （自由民主党） | 近藤和也 （希望之党）     | 高鳥修一 （自由民主党）   |        |
| #4       | 堀込征雄 （新進党）       | 桑原豐 （民主党）         | 堀込征雄 （民主党）     | 鷲尾英一郎 （民主党）       | 松宮勳 （民主党）       | 小松裕 （自由民主党）   | 吉田豐史 （維新党）     | 齋藤洋明 （自由民主党）   | 国定勇人 （自由民主党）   |        |
| #5       | 桑原豐 （民主党）         | 橘康太郎 （自由民主党）   | 岩崎忠夫 （自由民主党） | 高鳥修一 （自由民主党）     | 北村茂男 （自由民主党） | 永山文雄 （自由民主党） | 小松裕 （自由民主党）   | 石崎徹 （自由民主党）     | 篠原孝 （立憲民主党）     |        |
| #5       | 桑原豐 （民主党）         | 橘康太郎 （自由民主党）   | 岩崎忠夫 （自由民主党） | 高鳥修一 （自由民主党）     | 北村茂男 （自由民主党） | 永山文雄 （自由民主党） | 小松裕 （自由民主党）   | 小松裕 （自由民主党）     | 篠原孝 （立憲民主党）     |        |
| #6       | 橘康太郎 （自由民主党）   | 一川保夫 （自由党）       | 一川保夫 （民主党）     | 篠原孝 （民主党）           | 笹木龍三 （民主党）     | 宮澤隆仁 （日本維新会） | 菊田真紀子 （民主党）   | 山本和嘉子 （立憲民主党） | 泉田裕彦 （自由民主党）   |        |
| #7       | 漆原良夫 （新進党）       | 山口和歌子 （社会民主党） | 漆原良夫 （公明党）     | 吉田六左衛門 （自由民主党） | 馳浩 （自由民主党）     | 菊田真紀子 （民主党）   | 藤野保史 （日本共產党） | 齊木武志 （希望之党）     | 吉田豐史 （日本維新会）   |        |
| #8       | 木島日出夫 （日本共產党） | 漆原良夫 （公明党）       | 馳浩 （自由民主党）     | 漆原良夫 （公明党）         | 沓掛哲男 （民主党）     | 漆原良夫 （公明党）     | 漆原良夫 （公明党）     | 務台俊介 （自由民主党）   | 中川宏昌 （公明党）       |        |
| #9       | 村山達雄 （自由民主党）   | 木島日出夫 （日本共產党） | 若泉征三 （民主党）     | 村井宗明 （民主党）         | 若泉征三 （民主党）     | 助田重義 （自由民主党） | 木内均 （自由民主党）   | 太田昌孝 （公明党）       | 塚田一郎 （自由民主党）   |        |
| #10      | 一川保夫 （新進党）       | 岩崎忠夫 （自由民主党）   | 村井仁 （自由民主党）   | 萩山教嚴 （自由民主党）     | 長勢甚遠 （自由民主党） | 井出庸生 （眾人之党）   | 西村智奈美 （民主党）   | 藤野保史 （日本共產党）   | 神津健 （立憲民主党）     |        |
| #11      | 坂本三十次 （自由民主党） | 奥田建 （民主党）         | 村井宗明 （民主党）     | 絲川正晃 （国民新党）       | 漆原良夫 （公明党）     | 百瀨智之 （日本維新会） | 助田重義 （自由民主党） | 細田健一 （自由民主党）   | 務台俊介 （自由民主党）   |        |
| #12      | 坂上富男 （民主党）       |                           |                         |                             |                         |                         |                         |                           |                           |        |
| #13      | 北澤清功 （社会民主党）   |                           |                         |                             |                         |                         |                         |                           |                           |        |

## 相關項目
- 比例代表制
- 日本眾議院比例代表制選區列表